# Ride the Lightning
Fade to Black omdirigerar hit, för dokumentärfilmen, se Fade to Black (film)
Ride the Lightning är det amerikanska thrash metal-bandet Metallicas andra studioalbum, utgivet den 27 juli 1984. Albumet spelades in våren 1984 i Sweet Silence Studios i Köpenhamn. Producent för albumet är Flemming Rasmussen tillsammans med bandet. Den tidigare gitarristen Dave Mustaine tillskrivs medskapande av två av låtarna, "Ride the Lightning" och "The Call of Ktulu". Låten "Creeping Death" gavs även ut som singel.
Skivomslaget har en bild på elektriska stolen.

## Titlar och lyrik
Inledningsspåret "Fight Fire With Fire" handlar om hur kärnvapenkrig kan leda till jordens undergång. Låten har gjorts cover på av flera band som polska Vader, finska cello-metalbandet Apocalyptica och svenska symphonic metal-bandet Therion. Det därpå följande titelspåret, "Ride the Lightning", har fått sitt namn efter en bok av Stephen King och handlar om en dödsdömd fånge och hans tankar minuterna innan sin avrättning.
For Whom the Bell Tolls handlar om att dö i krig, och har tagit sin titel från och inspirerats av Ernest Hemingways bok, på svenska  Och klockan klämtar för dig. Albumet innehåller också Metallicas första ballad, "Fade to Black", som handlar om livsleda och självmord. James Hetfield skrev låten efter att hela bandets utrustning blivit stulen efter en spelning.
Trapped Under Ice handlar om en man som har låtit frysa ner sig själv med kryonik-teknik och sedan vaknar medan hans kropp fortfarande är fryst; han kan inte röra sig eller ropa på hjälp. Skivans minst uppmärksammade låt, Escape, spelades aldrig live fram till 2012 på Orion Music Festival när Metallica spelade hela albumet Ride the Lightning live för första gången. Lyriken behandlar teman som personlig frihet och inre styrka.
Creeping Death är baserad på de bibliska händelserna om Egyptens tio plågor som berättas om i Gamla testamentet.  Avslutande instrumentallåten "The Call of Ktulu", har fått sin titel av H.P. Lovecrafts skräckklassiker The Call of Cthulhu.

## Låtförteckning
Sida ett
1. ”Fight Fire with Fire” (Cliff Burton/James Hetfield/Lars Ulrich) - 4.45
2. ”Ride the Lightning” (Cliff Burton/James Hetfield/Dave Mustaine/Lars Ulrich) - 6.36
3. ”For Whom the Bell Tolls” (Cliff Burton/James Hetfield/Lars Ulrich) - 5.09
4. ”Fade to Black” (Cliff Burton/Kirk Hammett/James Hetfield/Lars Ulrich) - 6.57

Sida två
1. ”Trapped Under Ice” (Kirk Hammett/James Hetfield/Lars Ulrich) - 4.04
2. ”Escape” (Kirk Hammett/James Hetfield/Lars Ulrich) - 4.23
3. ”Creeping Death” (Cliff Burton/Kirk Hammett/James Hetfield/Lars Ulrich) - 6.36
4. ”The Call of Ktulu” (Cliff Burton/James Hetfield/Dave Mustaine/Lars Ulrich) - 8.53

## Medverkande musiker
- James Hetfield - sång, gitarr
- Kirk Hammett - gitarr
- Cliff Burton - bas
- Lars Ulrich - trummor